# مشی

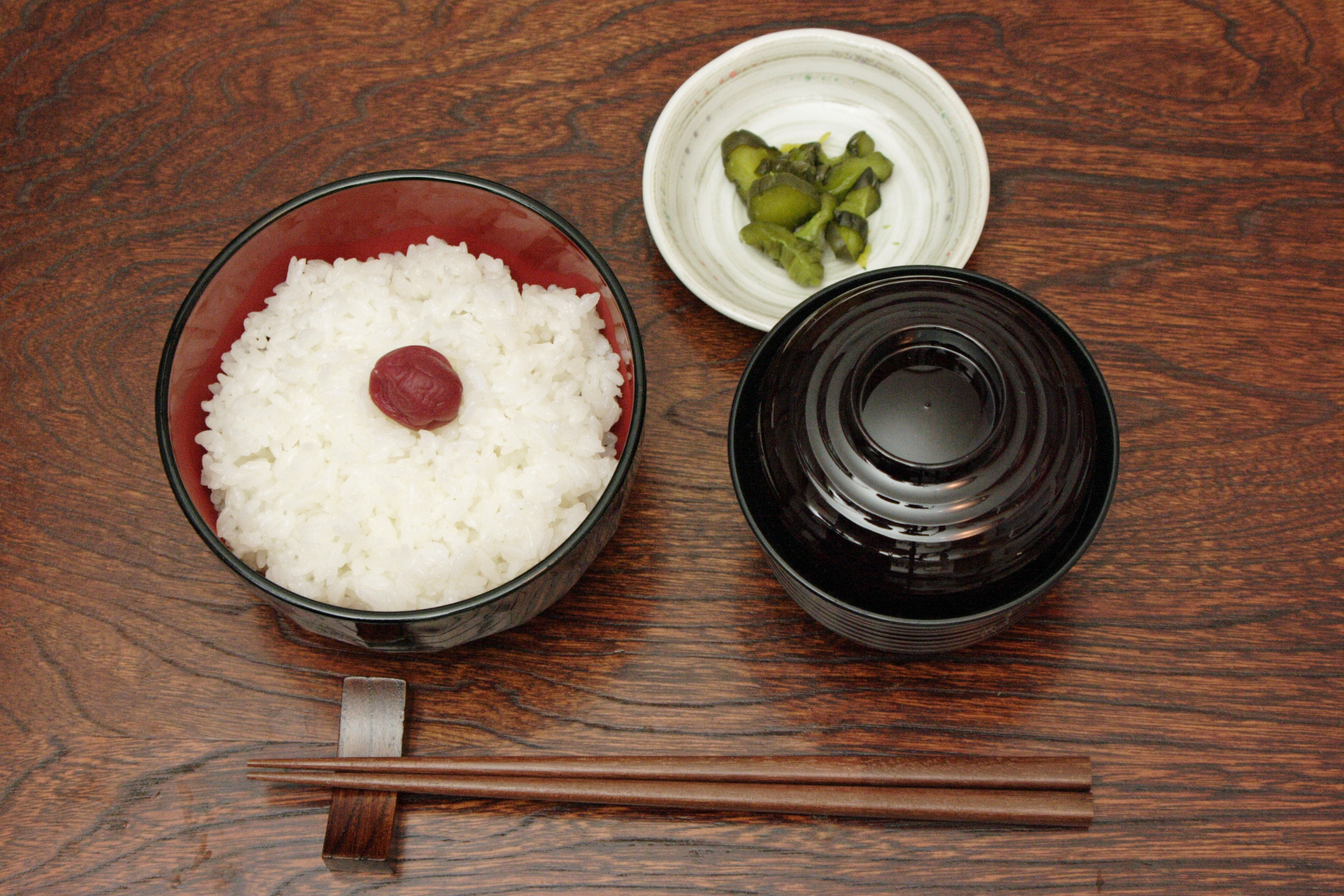
گوهان یا برنج پخته شدهٔ ژاپنی

مِشی یا ای یا هان یا مانما (به ژاپنی: 飯、めし、いい、はん、まんま) یا به‌صورت مؤدبانه گُوهان خوراکی است که پختن غلاتی مانند برنج، گندم، جو، چاودار و یولاف و غلات تیرهٔ ارزن تهیه شده باشد. روش پختن آن اینست که مقدار نسبتاً زیادی آب به این غلات افزوده و تا زمانی که آب آن کاملاً برچیده شود؛ این غلات پخته می‌شوند. به عبارت دیگر به خوراکی که از بخارپز کردن این غلات به دست می‌آید، گوهان گفته می‌شود. به‌طورکلی به غذا نیز در زبان ژاپنی گوهان گفته می‌شود. در زبان کنونی مردم ژاپن، این واژه به‌ویژه به برنج ژاپنی پخته شده، اشاره دارد.

## روش تهیه

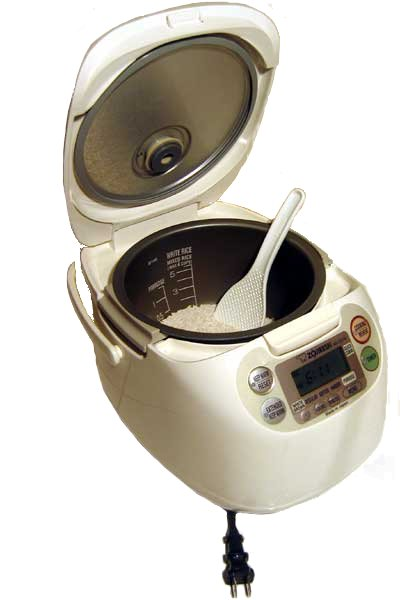
پلوپزبرقی معمول‌ترین وسیلهٔ پخت گوهان

امروزه در ژاپن گوهان عموماً توسط پلوپز پخته می‌شود؛ هر چند که پخت آن بر روی گاز نیز رواج دارد.

### روش شستن برنج
در گذشته برای پاک کردن سبوس از برنج شستن برنج به صورت چنگ زدن با سابیدن آن همراه با فشار انجام می‌شد، اما امروزه برنجی که عرضه شده توسط دستگاه سبوس آن پاک شده و شستن برنج مانند زمان‌های گذشته دشوار نیست. در برخی از مراکز تهیه گوهان برای شستن برنج دستگاه‌های مخصوصی وجود دارد. در نوعی برنج به نام موسن‌مایی که در بازار عرضه می‌شود، نیازی به شستن برنج نیست.

### پخت برنج
برای پخت برنج در ارتفاع بالاتر از ۲۵۰۰ متر بهتر است به جای پلوپز از زودپز استفاده شود. بخاطر اینکه نقطه جوش آب در ارتفاع بالا تقلیل پیدا کرده و در این ارتفاع به ۹۴ درجه می‌رسد و در این شرایط برنج به خوبی پخته نمی‌شود.
- هر پیمانهٔ مخصوص برنج گنجایش ۱۸۰ میلی‌لیتر آب یا ۱۵۰ گرم برنج را دارد. به‌طور تقریبی برای ۲ نفر یک پیمانه و نیم برای ۳ نفر ۲ پیمانه و برای ۴ نفر ۳ پیمانه برنج لازم است.
- برنج را چند بار تا وقتی که آب آن از حالت سفیدی به شفافی تغییر یابد باید شست.
- برنج را بعد از پخته شدن یکبار بهتر است بهم زد.
- برنج باقی‌مانده را برای استفاده در روز بعد در یخچال و برای روزهای بعد در فریزر نگهداری می‌شود. قبل از مصرف این برنج را می‌توان در مکروویو گرم کرد.

## گوهان در فرهنگ ژاپن

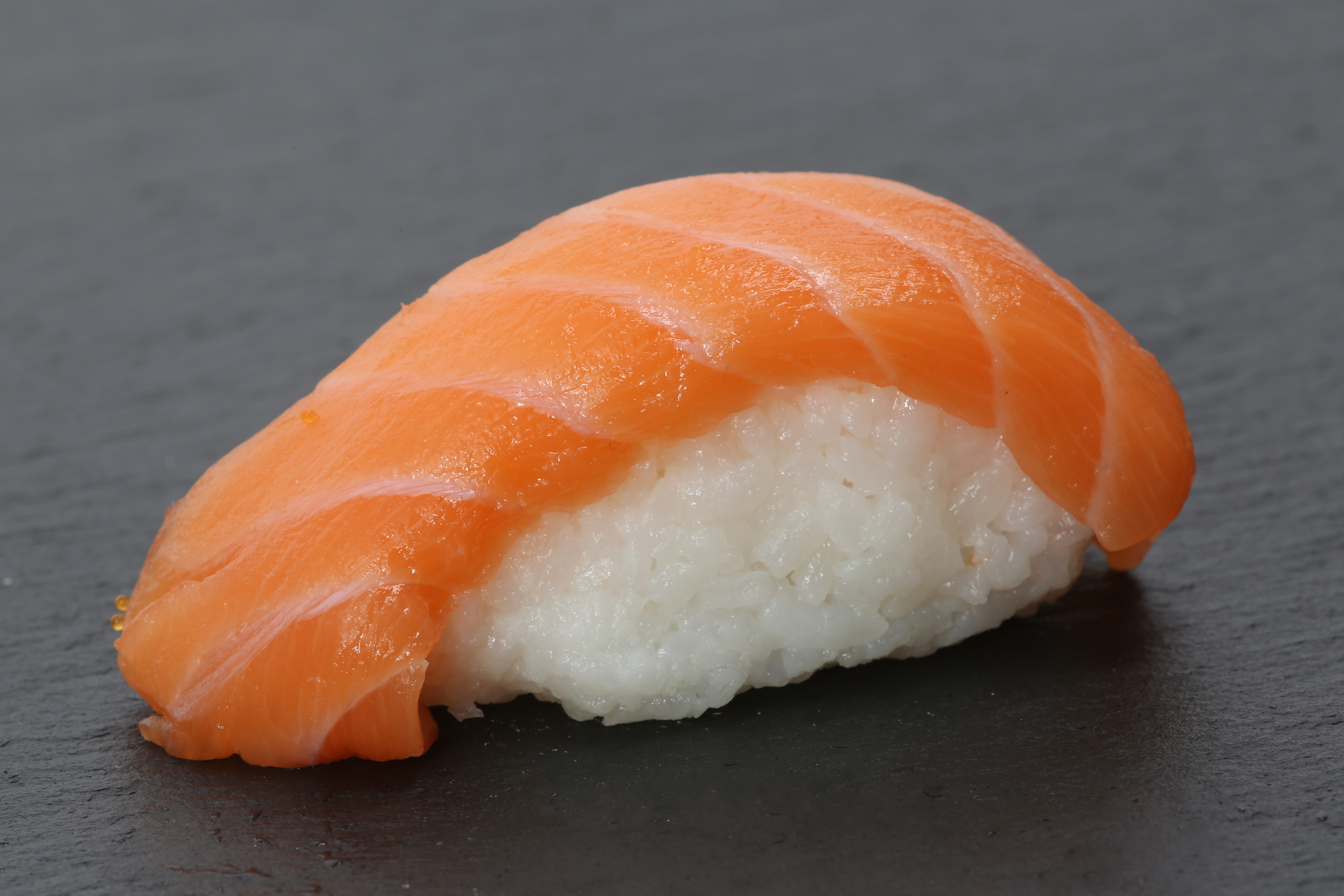
سوشی

یکی از واژه‌های بسیار رایج ژاپنی برای غذا واژهٔ گوهان به معنای برنج پخته شده است. در ژاپن مایهٔ حیات را برنج می‌دانند نه نان. ژاپنی‌ها برنج خویش را در حد درخشش سفید یک مروارید درست می‌کنند. وقت پختن هم آشپز سعی می‌کند تا بخشی از لعاب لزجی برنج را حفظ کند تا اینکه محصول آب‌پز شده قدری چسبیده باقی بماند. به‌طوری‌که حتی یک‌دانهٔ برنج هم باقی نمی‌ماند که به دانهٔ دیگری نچسبیده باشد. در یک غذای سنتی، برنج کته‌مانند، جداگانه در یک کاسه سرو می‌شود تا همین طور سفیدی و درخشندگی خود را که با مادهٔ غذایی دیگری مخلوط نشده‌است، حفظ کند. حتی وقتی که آن را با غذای دیگری مثلاً نوعی خورش مخلوط می‌کنند، لایهٔ برنج در زیر آن خوراکی دوم قرار می‌گیرد تا اینکه خاصیت سفیدی و تازگی خود را حفظ کند. این مطلب را در دون‌بوری‌های مختلف یا سوشی‌های مختلف مشاهده می‌کنیم. وقتی برنج به همراه گوشت یا سبزیجات سرخ می‌شود، مانند چاهان، غذای به دست آمده را عموماً خوراکی به سبک چینی می‌دانند نه یک غذای سنتی ژاپنی.

## انواع گوهان
- تاکی‌کومی گوهان
- اوهاگی
- سوشی
- دون‌بوری
- اوچازوکه
- زوسویی
- تاماگوکاکه گوهان
- چاهان
- اونیگیری

## نگارخانه

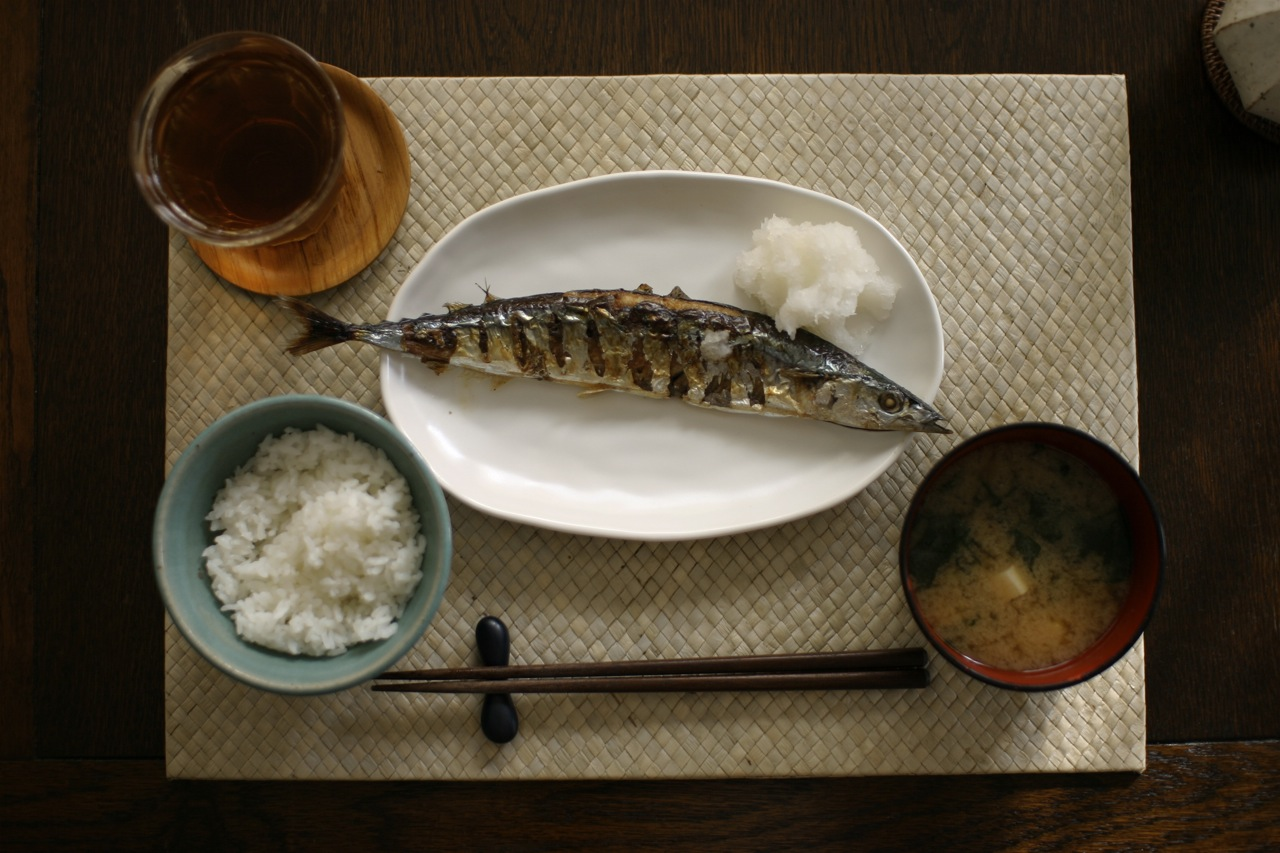
برنج همراه با ماهی سانما
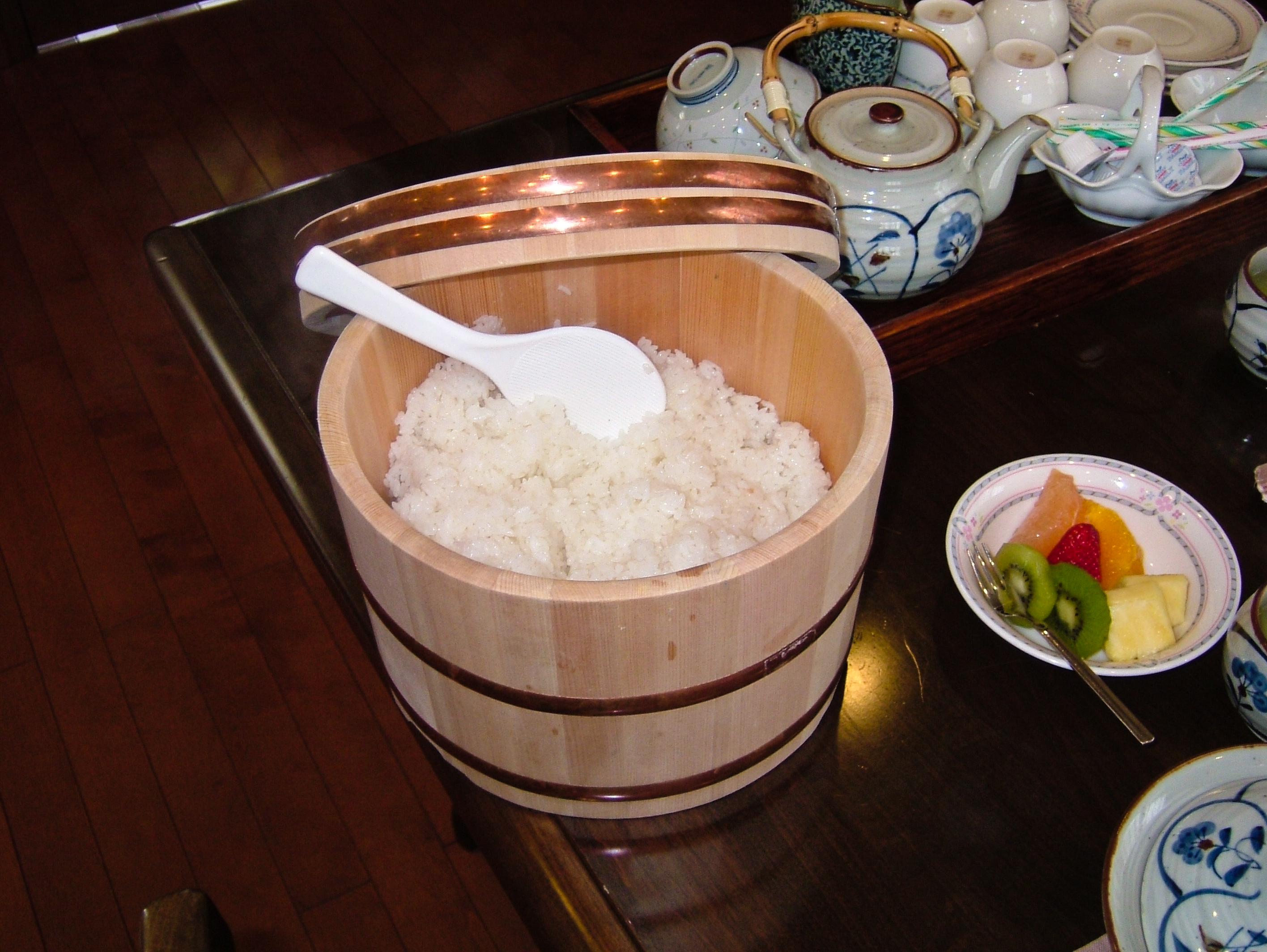
گوهان در ظرف چوبی